# Ujung Batu III
Ujung Batu III is een bestuurslaag in het regentschap Padang Lawas van de provincie Noord-Sumatra, Indonesië. Ujung Batu III telt 1928 inwoners (volkstelling 2010).